# 奧爾希納湖
奧爾希納湖（白俄羅斯語：Оршына）是白俄羅斯的湖泊，位於烏沙奇東北25公里，由維捷布斯克州負責管轄，長0.58公里、寬0.27公里，面積0.12平方公里，流域面積0.4平方公里，湖岸線長度1.58公里，最大水深21.7米。